# Friedensrat der DDR

Briefkopf mit Friedenstaube

Der Friedensrat der DDR war eine gesellschaftliche Organisation in der Deutschen Demokratischen Republik (DDR), die statutgemäß „für den Weltfrieden, Entspannung, für friedliche Koexistenz von Staaten unterschiedlicher Gesellschaftsordnungen, für Abrüstung, Freiheit, nationale Unabhängigkeit und für die Abschaffung von Neokolonialismus sowie Rassismus und für antiimperialistische Solidarität“ eintrat. Der Friedensrat der DDR war nicht Teil der unabhängigen Friedensbewegung, sondern eine von der Sozialistischen Einheitspartei Deutschlands (SED) gesteuerte und abhängige Organisation, die die Rüstungs- und Kriegspolitik der Sowjetunion nicht in Frage stellte. Ihm gehörten etwa 300 Personen an, zumeist Funktionäre der SED, der Blockparteien und Massenorganisationen der Nationalen Front sowie Personen aus dem kulturellen und politischen Leben und aus den Kirchen.
Innerhalb der SED war der Friedensrat seit 1975 der ZK-Abteilung Auslandsinformation zugeordnet, die seit 1966 von Manfred Feist, Schwager von Erich Honecker, geleitet wurde.
Der Friedensrat der DDR war Mitglied des Weltfriedensrates und entsandte Vertreter in die Nationale Front. Signet des Friedensrates war die Friedenstaube Picassos.

## Geschichte

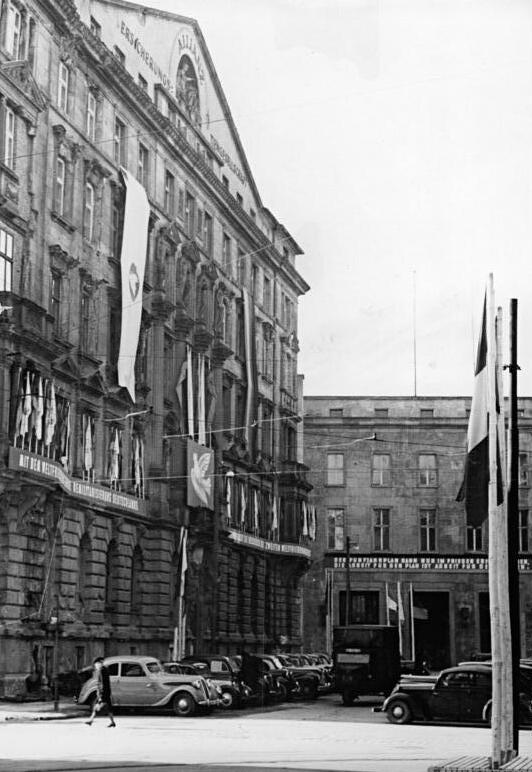
Gebäude des Komitees der Kämpfer für den Frieden (früheres Allianz-Gebäude in der Berliner Taubenstraße) im Februar 1951

Nach dem Ende des Zweiten Weltkrieges wurde die am 9. November 1892 gegründete Deutsche Friedensgesellschaft (DFG) in den Westzonen Deutschlands neu konstituiert. In der Sowjetischen Besatzungszone (SBZ) und später der DDR wurden die Anträge auf Zulassung nicht bewilligt. Aus dem Organisationskomitee und aus dem Kreis der Tagungsteilnehmer für den 1. Weltfriedenskongress 1949 wurde dort am 10. Mai 1949 das Deutsche Komitee der Kämpfer für den Frieden gebildet, aus dem der Friedensrat der DDR hervorging.
Im Laufe der Jahre wurde sein Name mehrfach geändert:
- 10. Mai 1949: Konstituierung in Berlin als Deutsches Komitee der Kämpfer für den Frieden
- Dezember 1950: Deutsches Friedenskomitee
- Januar 1953: Deutscher Friedensrat, zum Präsidium gehörte Emil Fuchs[5]
- Juni 1963: Friedensrat der DDR
- 1990: Der Friedensrat wurde im wiedervereinten Deutschland als Deutscher Friedensrat e. V. neu gegründet.

Nach dem zentralen Komitee der Kämpfer für den Frieden (dem der katholische Kirchenhistoriker Erzpriester Max Rauer und der Schweriner Domprediger Karl Kleinschmidt angehörten) kam es zu Gründungen von Friedenskomitees in den Ländern (später Bezirken), Kreisen und Gemeinden der DDR. Diese gingen später in die Friedensräte der Länder bzw. Bezirke und Kreise über. Die zunehmend dominierende Rolle der Nationalen Front bei der allseitigen Propagierung staatlicher Friedenspolitik führte 1962/63 zur Umstrukturierung des Friedensrates zum Friedensrat der DDR, zur Auflösung aller nachgeordneten Gliederungen und ihrer Verschmelzung mit den entsprechenden örtlichen Ausschüssen der Nationalen Front. Der Friedensrat wurde damit zu einem bloßen Propagandainstrument der SED, um die Stellung der DDR im Systemvergleich aufzuwerten.

## Rolle in der DDR
Im Friedensrat war die partei- und regierungsnahe „Friedensbewegung“ institutionell gebunden. Seine politische Zielrichtung war die Gegnerschaft zur NATO. Als SED-Frontorganisation sollte er oppositionelle Bewegungen in der Bundesrepublik Deutschland im Sinne der sowjetischen Sicherheitspolitik beeinflussen. Die SED wollte mit der Hilfe des Friedensrats Einfluss auf die Protestbewegung gegen die Wiederbewaffnung erlangen.
1955 führte der Deutsche Friedensrat erste Gespräche mit der Deutschen Friedensgesellschaft (DFG) der Bundesrepublik und entwickelte in der 1957 eingerichteten Deutschlandkommission Vorschläge für die Lösung der Berlin- und Deutschlandfrage, deren Grundlage bis in die 1960er-Jahre das Ziel der Wiedervereinigung auf einer Verständigungsbasis bildete.
Die Partei- und Staatsführung der DDR sah sich selbst als Führerin der Friedensbestrebungen im Lande an. Dies gipfelte in der Behauptung, die zur allgegenwärtigen Losung wurde: „Wer den Sozialismus stärkt, der stärkt den Frieden!“ Diese einseitig ausgerichtete Friedenspropaganda wurde in der DDR zum Instrument der Unterwerfung. Große Krisen der Glaubwürdigkeit traten ein insbesondere durch den Mauerbau 1961, durch die Einführung der Wehrpflicht in der DDR 1962 und durch die gewaltsame Niederschlagung des Prager Frühlings durch Truppen des Warschauer Pakts 1968.
Der Friedensrat war eine von der SED gesteuerte und abhängige Organisation und unterlag Weisungen aus dem Politbüro der SED. Angeleitet wurde der Friedensrat bis 1981 vom Politbüromitglied Albert Norden. Mitarbeiter des Friedensrats wurden vom MfS verstärkt kontrolliert, da der Friedensrat auch zu westlichen Friedensgruppen Kontakte hatte. Die Stasi argwöhnte, dass die offiziellen Repräsentanten der „politisch-ideologischen Diversion“ des Westens ausgesetzt sein könnten. Zuständig war (von 1953 bis 1981) das Referat III, Hauptsachgebiet 2, das auch für alle Massenorganisationen der Nationalen Front zuständig war. Das MfS erhielt durch die Zusammenarbeit beider Organisationen auch alle Briefe, die der Friedensrat aus dem Westen bekam. Der Friedensrat diente dem MfS als Deckadresse für Westkontakte und lieferte Informationen über westliche Friedensgruppen. Der Friedensrat diente der SED als „Finanzdrehscheibe“, um Devisen an das Hauptquartier des Weltfriedensrates in Helsinki weiterzureichen.
Kritik an der Rüstungs- und Verteidigungspolitik der Sowjetunion und des Warschauer Paktes war ihm ebenso wenig möglich wie ein Eintreten für Bürgerrechte im Ostblock.
Mit dem Erstarken der oppositionellen Friedensbewegung, die von der SED als „störend“ und „friedensfeindlich“ bezeichnet wurde, geriet der Friedensrat ins politische Abseits.

## Finanzierung und Aktivitäten
Der Friedensrat finanzierte sich durch staatliche Mittel und über Spenden.
Der Friedensrat organisierte oder beteiligte sich unter anderem an folgenden Aktivitäten:
- Aktionen zu den jährlichen Weltfriedenstagen;
- Unterschriften-Kampagne für den am 19. März 1950 verabschiedeten Stockholmer Appell zur Ächtung der Atomwaffen;
- Konferenzen des Christlichen Arbeitskreises mit Pfarrern und Theologen, erstmals 1952 zur Vorbereitung des Wiener Völkerkongresses;
- Teilnahme am Völkerkongress 1952 in Wien und an Friedenskonferenzen, 1953 in Budapest, 1954 und 1956 in Stockholm, 1955 in Helsinki, 1957 in Tokio und 1958 in Prag, Organisation des Weltfriedenstages 1984 in Ost-Berlin;
- Im Januar 1960 reisten Robert Havemann und Gerald Götting  im Auftrag des Friedensrates gemeinsam zu Albert Schweitzer nach Gabun;[21]
- Aufruf gegen die Politik der „Johnson-Regierung“ in den Vereinigten Staaten und der „Erhard-Regierung“ in der Bundesrepublik Deutschland im Vietnamkrieg und gegenüber der Dominikanischen Republik; gegen die „Militarisierung der BRD“;[22]
- In den 1970er-Jahren Beteiligung in der Bewegung Free Angela zur Befreiung der kommunistischen Bürgerrechtlerin Angela Davis (USA) aus dem Gefängnis;
- Benennung einer Potsdamer Schule am 1. September 1987 mit dem Namen „Dean Reed“ (Umbenennung nach der Wende).[23]

## Herausgebertätigkeit
Der Friedensrat war Herausgeber von:
- Stimme des Friedens. periodische Mitteilungen des Deutschen Friedensrates
- Friedenswacht. Internationale Zeitschrift im Kongreß-Verlag Berlin[24]
- und mehrerer Bücher, unter anderem:
  - Fritz Köhler: Frieden, Wissenschaft und die Verantwortung der Gelehrten. Friedensrat der DDR, Berlin ca. 1969.[25]
  - Dokumente der Weltfriedensbewegung – Oktober 1962 bis Dezember 1974.[26]

## Medaillen und Auszeichnungen
Der Friedensrat vergab unter anderem folgende Medaillen und Auszeichnungen:
- Abzeichen Für die Stärkung der Friedensbewegung in Silber (um 1950)
- Carl-von-Ossietzky-Medaille
- Medaille Für Verdienste um den Frieden, später „Deutsche Friedensmedaille“
- Arnold-Zweig-Plakette
- Walter-Friedrich-Plakette
- Emil-Fuchs-Plakette

## Organisation
Die Leitung hatte ein Sekretariat mit zeitweise etwa 50 hauptamtlichen Mitarbeitern, das die Arbeit nach den Vorgaben der Parteiführung der SED organisierte und über das die Kontrolle durch die ZK-Abteilung Befreundete Parteien und Organisationen erfolgte. Insbesondere die zentralen Funktionen des Sekretariats waren mit SED-Funktionären besetzt. Außerdem arbeiteten dort etwa zehn inoffizielle Mitarbeiter (IM) der Staatssicherheit. 1990 gab es 23 Personen, die in der DDR Anspruch auf Zusatzversorgung durch ihre direkte Beschäftigung im Friedensrat hatten.
Innerhalb der Organisation des Friedensrates existierte ein Christlicher Arbeitskreis. Sekretär und für die Anleitung des Christlichen Arbeitskreises zuständig war von 1955 bis 1967 der Theologe und CDU-Funktionär Walter Bredendiek, der für dessen Prägung eine wichtige Rolle spielte.
Präsidenten:
- 1949–1950: Johannes R. Becher, Anna Seghers, Arnold Zweig
- 1950–1968: Walter Friedrich
- 1968–1990: Günther Drefahl

Vizepräsidenten:
- Frank Bochow (1984–1990)
- Georg Böhm (1982–1990)
- Hartmut König (1982–1988)
- Horst Kreter (1982–1990)
- Greta Kuckhoff (1958–1981)
- Gerhard Lindner (1982–1990)
- Gerhard Lotz (1965–1981)
- Heide-Linde Mehlitz (1982–1988)
- Margarete Müller (1977–1984)
- Josef Orlopp (1958–1960)
- Max Schmidt (1982–1990)
- Johanna Töpfer (1973–1977)
- Gert Wendelborn (1982–1990)
- Deba Wieland (1977–1990)
- Alfred Wilke (1965–1973)
- Hans-Joachim Willerding (1988–1990)
- Benito Wogatzki (1984–1990)

Generalsekretäre:
- 1953–1966: Heinz Willmann
- 1966–1990: Werner Rümpel